# アントゥ
アントゥ (Antu：アッカド神話、Antum：バビロニア神話) は女神の名であり、シュメール神話における女神キにあたる。アントゥはアヌの最初の配偶神であり、アヌンナキとウトゥッキの母親であった。アントゥは、紀元前200年まで続いたバビロニアのアキト祭 (akit festival) における象徴的な存在であり、その名声はのちに、ギリシア神話の女神ヘーラーへと引き継がれていったと考えられる。アントゥは、同類の女神であるイシュタル・イナンナにその地位を明け渡していくことになるが、これらの女神もアヌとアントゥの間の子であったと考えられる。